# Доминиканки
Доминика́нки — название женской (второй) ветви католического монашеского ордена доминиканцев, а также ряда независимых женских монашеских конгрегаций, связанных с доминиканским орденом и руководствующихся доминиканской духовностью. Термин «доминиканки» также может быть применён к женщинам — терциариям доминиканского ордена.

## Второй орден
Первые женские монастыри доминиканок были созданы самим основателем ордена св. Домиником в начале XIII века на 10 лет раньше появления на свет мужской ветви ордена. В 1259 г. доминиканки приняли конституцию, предписывавшую весьма строгий устав, который однако с течением времени был смягчен.
В 1998 г. второй орден доминиканского ордена насчитывал 3 724 сестры и 226 монастырей.
В монастырской жизни мужская ветвь ордена руководствуется теми же принципами, что и женская. Основные сферы деятельности женской ветви — религиозное воспитание и образование, уход за больными, миссионерская деятельность.

## Независимые конгрегации
В разных странах существует около 90 независимых женских монашеских конгрегаций, связанных с орденом доминиканцев. К числу наиболее крупных и значимых относятся:
- доминиканки введения Богородицы во храм (фр. Dominicanes de la Presentacion de la Sainte-Vierge) — 3 186 сестёр в 433 монастырях. Основаны в 1696 г. во Франции.
- доминиканки аннунциатки (исп. Dominicas de la Annunciata) — 1256 сестёр в 157 монастырях. Основаны в 1856 г. в Испании доминиканцем блаженным Ф. Де Колем.
- доминиканки св. Розария (англ. Sisters of the Most Holy Rosary) — 1122 сестры в 265 монастырях. Основаны в конце XIX века в США.
- доминиканки Мэринолла (англ. Sisters of St. Dominic of Maryknoll) — 680 сестёр в 188 монастырях. Основаны в 1914 г. в США.
- доминиканки св. Сикста (итал. Dominicane missionarie di S. Sisto) — 446 сестёр в 50 обителях. Основаны в 1891 г. в Риме.
- польские доминиканки (лат.  Sorores Ordinis Sancti Dominici in Polonia) — 362 монахинь в 56 обителях. Основаны в Польше в 1861 году.